# رابي (اسم)
رابي هو اسم علم مذكر من أصل عربي، ومعناه هو هو من الفعل ربا يربو زاد ونما.

## وصلات خارجية
- موسوعة السلطان قابوس لأسماء العرب نسخة محفوظة 5 أبريل 2019 على موقع واي باك مشين.